# Коефіцієнт ціна/балансова вартість
Коефіцієнт ціна/балансова вартість (англ. P/B ratio, Price-to-book ratio; P/B) — фінансовий коефіцієнт, рівний відношенню поточної ринкової капіталізації компанії до її балансової вартості.

## Застосування
Як і при використанні інших фінансових коефіцієнтів, слід брати до уваги сектор, до якого належить компанія, що вивчається. Для компаній секторів економіки вимагаючих крупних капіталовкладень в інфраструктуру (на кожну грошову одиницю прибутку) коефіцієнт P/B найчастіше буде набагато нижчий, ніж, наприклад, для консалтингових фірм.
Коефіцієнт P/B  зазвичай використовується для порівняння банків, унаслідок того, що активи і пасиви банків майже завжди відповідають їх ринковій вартості. P/B коефіцієнт не надає ніякої інформації про здатність компанії приносити прибуток акціонерам, проте цей коефіцієнт дає інвесторові уявлення про те, чи не переплачує він за те, що залишиться від компанії у разі її негайного банкрутства.